# São Paulo das Tunas
São Paulo das Tunas é um distrito do município de Giruá, no Rio Grande do Sul. O distrito possui  cerca de 800 habitantes e está situado na região norte do município.